# Ulrich Lohmar
Ulrich Lohmar (* 30. April 1928 in Engelskirchen, Rheinland; † 28. November 1991 in Bonn) war ein deutscher Sozial- und Politikwissenschaftler und Bildungspolitiker der SPD.

## Leben und Beruf
Nach dem Abitur studierte Lohmar in Köln, München und Hamburg Sozial- und Rechtswissenschaften. Nach Abschluss des Studiums war er leitender Mitarbeiter des Soziologen Helmut Schelsky an der Akademie für Gemeinwirtschaft in Hamburg. 1954 wurde er Chefredakteur der SPD-Zeitschrift Die Neue Gesellschaft. Später war er Professor für Politische Wissenschaft an der Gesamthochschule Paderborn.

## Partei
Lohmar war Mitglied der SPD, in der er den Fachausschüssen für Kulturpolitik, Programmfragen und Sicherheitspolitik beim Parteivorstand angehörte. Von 1952 bis 1955 war er Bundesvorsitzender des Sozialistischen Deutschen Studentenbundes.

## Abgeordneter
Lohmar gehörte von 1957 bis 1976 dem Deutschen Bundestag an. In der dritten Legislaturperiode (1957–1961) war er nach Holger Börner und Gerhard Stoltenberg der drittjüngste Bundestagsabgeordnete. Von 1961 bis 1965 war er stellvertretender Vorsitzender des Bundestagsausschusses für Kulturpolitik und Publizistik, von 1965 bis 1969 Vorsitzender des Bundestagsausschusses für Wissenschaft, Kulturpolitik und Publizistik, von 1969 bis 1972 Vorsitzender des Bundestagsausschusses für Bildung und Wissenschaft und anschließend bis 1976 Vorsitzender des Bundestagsausschusses für Forschung und Technologie.

## Veröffentlichungen
- Arbeiterjugend gestern und heute, Hg. mit Heinz Kluth und Rudolf Tartler, 1955.
- Innerparteiliche Demokratie. Eine Untersuchung der Verfassungswirklichkeit politischer Parteien in der Bundesrepublik Deutschland, Ferdinand Enke Verlag, Stuttgart 1963 (- seine Dissertation).
- Deutschland 1975. Analysen, Prognosen, Perspektiven, Kindler, München 1965.
- Wissenschaftsförderung und Politik-Beratung. Kooperationsfelder von Politik und Wissenschaft in der Bundesrepublik Deutschland, C. Bertelsmann Verlag, Gütersloh 1967.
- Demokratisierung in Deutschland. Vorträge und Aufsätze, Bertelsmann Sachbuchverlag, Gütersloh 1969.
- Politik in der Hauptschule. Ergebnisse einer Befragung von 4000 Hauptschülern in Duisburg, Bertelsmann Universitätsverlag, Düsseldorf 1970.
- Wissenschaftspolitik und Demokratisierung. Ziele, Analysen, Perspektiven, Bertelsmann Universitätsverlag, Düsseldorf 1973.
- Das hohe Haus. Der Bundestag und die Verfassungswirklichkeit, Deutsche Verlags-Anstalt, Stuttgart 1975.
- Staatsbürokratie. Das hoheitliche Gewerbe. Deutsche Aspekte eines neuen Klassenkampfes, Wilhelm Goldmann Verlag, München 1979, ISBN 3-442-11186-2
- Wo uns der Schuh drückt. Zwanzig Beiträge zur deutschen Politik, Wilhelm Goldmann Verlag, München 1980.
- Die Ratlosen. Vom Dilemma der Jungen, der Erwachsenen und der Alten, ECON, München 1980.
- Gutenbergs Erben – Die Bundesrepublik Deutschland auf dem Weg zur Informationsgesellschaft mit Peter Lichtenberg, Bonn 1986.
- Auf den Spuren der Zeit, Verlag Wissenschaft und Politik, Köln 1987.